# Tropidophorus murphyi
Tropidophorus murphyi — вид сцинкоподібних ящірок родини сцинкових (Scincidae). Ендемік В'єтнаму.

## Поширення і екологія
Tropidophorus murphyi відомі з типової місцевості, розташованої в районі села Куанг Тхань, в повіті Нгуєнбінь в провінції Каобанг. Вони живуть у вологих тропічних лісах, на кам'янистих берегах струмків, в тріщинах серед скель. Зустрічаються на висоті від 700 до 750 м над рівнем моря. Є яйцеживородними.